# NGC 2328
NGC 2328 é uma galáxia elíptica (E/SB0) localizada na direcção da constelação de Puppis. Possui uma declinação de -42° 04' 05" e uma ascensão recta de 7 horas, 02 minutos e 36,1 segundos.
A galáxia NGC 2328 foi descoberta em 1 de Janeiro de 1835 por John Herschel.